# Hans Achorner
Hans Achorner (* 20. Februar 1975 in St. Johann in Tirol) ist ein früherer österreichischer Biathlet.

## Leben
Der in Reith bei Kitzbühel lebende gelernte Geschäftsmann war während seiner aktiven Karriere Sportsoldat. Er begann 1994 mit dem Sport und trat für den SV Reith bei Kitzbühel an. 1996 debütierte Achorner in Lillehammer im Biathlon-Weltcup. In einem Sprintrennen belegte der Österreicher den 90. Platz. Zwei Jahre später konnte er in Osrblie bei seinem ersten Staffeleinsatz als Achter erstmals unter die besten Zehn laufen. Im weiteren Verlauf der Saison erreichte die österreichische Staffel mit Achoner in Lake Placid sogar Rang vier. Als 17. im Sprint konnte er bei der nächsten Station des Weltcups in Valcartier erstmals Punkte in einem Einzelrennen gewinnen. Es war gleichzeitig Achorners bestes Einzelergebnis.
2000 nahm Achorner in Zakopane erstmals an Biathlon-Europameisterschaften teil, konnte jedoch keine nennenswerten Ergebnisse erzielen. Seit 2001 musste er aufgrund der stärker werdenden Konkurrenz innerhalb des österreichischen Teams immer häufiger im Biathlon-Europacup antreten. Seine beste EM lief er in dem Jahr in Haute-Maurienne, wo er Sechster im Einzel wurde. Bei der Militärweltmeisterschaft wurde er zudem Sprintsiebter. Noch weitere viermal trat Achorner bei Europameisterschaften an. 2004 als Sprintneunter in Minsk und 2005 bei seinen letzten Kontinentalkämpfen in Nowosibirsk als Fünfter im Sprint konnte er gute Ergebnisse erreichen. Das beste Ergebnis im Europacup erreichte er 2003 als Zweitplatzierter im Einzel von Méribel. Sein letztes Weltcuprennen bestritt der Österreicher 2004 am Holmenkollen in Oslo, kam aber beim Einzel nicht ins Ziel. 2005 beendete er seine aktive Karriere.

## Biathlon-Weltcup-Platzierungen
Die Tabelle zeigt alle Platzierungen (je nach Austragungsjahr einschließlich Olympische Spiele und Weltmeisterschaften).
- 1.–3. Platz: Anzahl der Podiumsplatzierungen
- Top 10: Anzahl der Platzierungen unter den ersten zehn (einschließlich Podium)
- Punkteränge: Anzahl der Platzierungen innerhalb der Punkteränge (einschließlich Podium und Top 10)
- Starts: Anzahl gelaufener Rennen in der jeweiligen Disziplin

| Platzierung             | Einzel | Sprint | Verfolgung | Massenstart | Staffel | Gesamt |
| ----------------------- | ------ | ------ | ---------- | ----------- | ------- | ------ |
| 1. Platz                |        |        |            |             |         |        |
| 2. Platz                |        |        |            |             |         |        |
| 3. Platz                |        |        |            |             |         |        |
| Top 10                  |        |        |            |             | 5       | 5      |
| Punkteränge             |        | 1      | 1          |             | 5       | 7      |
| Starts                  | 9      | 20     | 6          |             | 6       | 41     |
| Stand: zum Karriereende |        |        |            |             |         |        |